# Olaszfalu
Olaszfalu (németül: Wallendorf) község Veszprém vármegyében, a Zirci járásban. A 82-es főút közelében fekszik, Veszprémtől 20, Zirctől 5 km-re. Különálló településrészei Alsópere és Felsőpere. A községben történt a második világháború végén az országot megszálló szovjet csapatok (magyarországi összehasonlításban) egyik legkegyetlenebb, kifejezetten a civil lakosok ellen irányuló atrocitása, melynek 32 polgári személy (zömmel levente-korú fiatal) esett áldozatául.

## Fekvése
A község karsztos hegyvidéki tájon fekszik, a Bakonyban, átlagosan 400 méteres tengerszint feletti magasságban; szép fekvése és a térség számos közkedvelt turisztikai látványosságának közelsége miatt népszerű hely a kirándulók körében.
Belterülete 111 hektár, külterülete 5003 hektárt foglal magában. Érdekesség, hogy Olaszfalu ezzel a kiterjedésével a Zirci járás legnagyobb közigazgatási területű települése (Zircnél is nagyobb), és Veszprém vármegye nyolcadik legnagyobb közigazgatási területű községe.
Éghajlata változatos, a Bakony hegyei ugyanis felemelkedésre kényszerítik az északnyugatról érkező hűvös és párás szeleket, amik ezért bő csapadékkal árasztják el a környéket. Előfordult már olyan is, hogy bár az egész országban sehol nem esett a hó, Olaszfaluban havazott, mert az eplényi sípálya felől a déli szél a falu térségébe szállította a hóágyúzás folytán keletkező kondenzációs magvakat, s ennek hatására a páradús levegőből hópelyhek formájában csapódott ki a vízgőz.
Irtásföldjein szántók, legelők, rétek találhatók, talaja jobbára hegylábi, agyagos hordaléktalaj.
A közvetlenül határos települések: északról Nagyesztergár, északkeletről Bakonynána, keletről Tés, délkeletről Öskü, délről Hajmáskér és Eplény, délnyugatról Lókút, északnyugatról pedig Zirc határolja.

### Megközelítése
Közigazgatási területét átszeli a Veszprém–Zirc–Győr közötti 82-es főút, ez a legfontosabb közúti megközelítési útvonala. Lakott területeit azonban a főút nem érinti, központja csak arról Zirc déli határában kelet felé letérve, egy rövid bekötőúton (a 82 109-es számú mellékúton) érhető el. Az út a falut elhagyva még tovább folytatódik országos közútként Felsőperéig; onnan Alsópere egy önkormányzati úton érhető el. Felsőpere megközelíthető északi irányból, Bakonynána felől is.
Nyugati határában halad el a Győrt Veszprémmel összekötő 11. számú Győr–Veszprém-vasútvonal, melynek korábban megállója is volt Olaszfalu közelében (bár már zirci területen), ezt azonban már 1978-ban megszüntették.

## Története
A község területén az első ismert település a honfoglalás idején alakult ki, a mai községtől délkeletre lévő Köves-kút környékén, ami a török korig folyamatosan lakott volt. Ennél régebbi történelmi korokból eddig csak kőkorszaki kőeszközök, illetve római kori ezüstpénzek, vaslándzsák kerültek. A falu nevének eredete 1182-ig vezethető vissza: III. Béla magyar király ebben az időben Franciaországból cisztercita szerzeteseket telepített Zircre, és két jobbágyfalut adományozott számukra: Sault (a mai Sólyt) és egy másik falut, melynek akkori neve nem maradt fent – ez lehetett a mai község határában lévő Köves-kút és környéke –, a szerzetesekkel együtt pedig francia (vallon) mesteremberek is költöztek erre a vidékre. Mivel a faluban akkor délszláv népcsoportok képviselői laktak, akiknek a nyelvében a francia „vlaszi”, így lett a falu neve először Ulaszi, majd Olaszi, végül Olaszfalu.
A település első okleveles említése 1488-ból ismert, a falu nevét ekkor „Olaszfalwa” alakban jegyezték fel. Idővel a szláv és a vallon lakosság is elmagyarosodott és beolvadtak az itt letelepedett honfoglalók utódai közé.
A török hódoltság alatt a falu teljesen elpusztult, később (1720-1750 táján) az elnéptelenedett területre svábokat, frankokat, burgundiaiakat és morvákat telepítettek; Sziléziából, Vesztfáliából és Passau környékéről is érkeztek ide telepesek. A zirci apátság közelsége miatt az eredetileg református többségű lakosoknak a katolikus hitre kellett áttérniük, aki nem katolizált, annak el kellett költöznie – az elköltözők részben Dudarra, részben Litérre települtek át. 1918-ban az olaszfalui családok több mint 80%-a német ajkú volt.
A lakosság fő megélhetési forrása kezdetben az erdő volt: faeszközöket készítettek, szenet égettek, majd az irtásföldeken földműveléssel, állattenyésztéssel foglalkoztak. A hegyi patakok vizét már a török kor előtt hasznosították – az első erre utaló adat még 1421-ből való, eszerint a falu határában halastavakat alakítottak ki. E tavak gátjait még évszázadokkal később is hasznosították: a 18. században 11 malom jött létre a falu területén (a Cuhán és a bele csatlakozó patakokon) ezek felhasználásával.
Olaszfalu történelmének legfeketébb napja 1945. Nagypénteke (március 23.) volt, amikor szörnyű mészárlást vittek végbe a polgári lakosság körében a települést egy nappal korábban elfoglaló szovjet alakulatok: egy tisztázatlan hovatartozású szovjet egység tagjai reggel 9 és este 6 óra között 32 olaszfalui lakost – jórészt 16 és 22 év közti fiatalt – végeztek ki. A mészárlás okai nem ismertek, de minden bizonnyal összefügg azzal, hogy az olaszfalui elöljáróságnak 1945 februárjában sikerült „megmentenie” a helyi levente-fiatalságot a német kitelepítéstől, a szovjeteknek viszont épp ezért gyanús lett a faluban lévő, feltűnően sok fiatal férfi és fiatalember. Egyes feltevések szerint a mészárlást szovjet belügyi alakulatokhoz tartozó személyek hajtották végre – a szemtanúk visszaemlékezései szerint a fiatalokat négy, oroszul beszélő, de mongol kinézetű férfi végezte ki. A magyarországi viszonylatban is példátlan mészárlásnak Mozsgai József Fájdalmas Péntek című könyvével állított emléket. A kivégzések ügyében a Nemzeti Nyomozó Iroda 66 évvel az események után, 2011-ben indított nyomozást.
Alsópere a Nádasdy család egykori birtoka, vadgazdálkodási központja volt, nagy gonddal kialakított angolkertje előkelő pihenőhelynek számított. Ezen a környéken ejtette el Széchenyi Zsigmond későbbi vadász-író 1911-ben az első őzbakját, majd öt évvel később első szarvasbikáját is. Az egykori birtokon – ami ma a HM Verga Veszprémi Erdőgazdaság Zrt. területe – 2013-ban turisztikai és kulturális központot alakítottak ki, többek között a korábbi arborétum megújításával, egy ökumenikus kápolna felépítésével és egy gazdagon berendezett látogatóközpont létesítésével. Az arborétum részeként emlékparkot alakítottak ki tucatnyi facsemetével, a hírneves magyar vadászok, erdészek és vadgazdálkodók emlékére, és felállítottak egy nyolcméteres, fenyőfából ácsolt keresztet is, a szétszakított magyar nemzet összetartozásának szimbolizálására.

## A település jelene

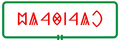
Olaszfalu rovástábla

Olaszfalu lakosságszáma 2010-ben 1108 fő (534 férfi és 574 nő) volt, ebből 153 fő volt 0-14 éves kor közötti gyerek. A település központjában a lakások száma 335, Felsőperéhez 28, Alsóperéhez 4 lakás tartozik. A falu aktív dolgozóinak száma (ugyancsak 2010-es adat szerint) 630 fő, ez az állandó népesség 58,8%-a; a munkaképes lakosság zöme Zircen és Veszprémben dolgozik. A falu 1993 óta rendelkezik önálló önkormányzatisággal, mára kiépült a kábeltelevíziós rendszer, a telefonhálózat, gázhálózat és a szennyvízcsatorna is.
Az olaszfalui templom búcsúnapja Szentháromság vasárnapján, azaz Pünkösd utáni vasárnap van. A településen minden évben főzőversennyel és vetélkedőkkel egybekötött Gyermeknapot tartanak, szeptemberben a Magas-Bakonyi Krumpliszüreti és Művészeti Fesztivál (röviden Krumplifesztivál) eseményeinek ad otthont a település (2003 óta), Karácsony előtt pedig közös ünneplést szerveznek, betlehemesekkel, óvodások, iskolások és a helyi kamarakórus fellépésével, a Vendel-szobor melletti fenyők alatt.

## Közélete

### Polgármesterei
- 1993–1994:
- 1994–1998: Máhl Ferenc (független)[9]
- 1998–2002: Máhl Ferenc (független)[10]
- 2002–2006: Máhl Ferenc (független)[11]
- 2006–2007: Máhl Ferenc (független)[12]
- 2007–2010: Boriszné Hanich Edit (független)[13]
- 2010–2014: Boriszné Hanich Edit (független)[14]
- 2014–2019: Boriszné Hanich Edit (független)[15]
- 2019–2024: Boriszné Hanich Edit (független)[16]
- 2024– : Törökné Ringl Krisztina (független)[1]

A településen 2007. december 8-án időközi polgármester-választást (és képviselő-testületi választást) tartottak, az előző képviselő-testület önfeloszlatása miatt. A választáson az addigi polgármester is elindult, de 25,66 %-os eredményével jócskán alulmaradt egyetlen kihívójával szemben.

## Népesség
A település népességének változása:
| Lakosok száma | 1061 | 1047 | 1033 | 1030 | 1001 | 1000 | 1000 |
|               | 2013 | 2014 | 2015 | 2021 | 2022 | 2023 | 2024 |

Olaszfalu lakossága az 1870-es népszámláláskor 1430 fő volt, amivel a környéken egyedül Tés és Zirc előzte meg a falut 1636, illetve 2444 fővel.
A 2011-es népszámlálás során a lakosok 86,8%-a magyarnak, 3,8% németnek mondta magát (13,2% nem nyilatkozott; a kettős identitások miatt a végösszeg nagyobb lehet 100%-nál). A vallási megoszlás a következő volt: római katolikus 71,3%, református 4%, evangélikus 0,6%, görögkatolikus 0,1%, felekezeten kívüli 4,7% (18,6% nem nyilatkozott).
2022-ben a lakosság 93,5%-a vallotta magát magyarnak, 2,9% németnek, 0,2% románnak, 0,2% cigánynak, 0,1-0,1% görögnek, bolgárnak, ruszinnak és szlovénnek, 1,4% egyéb, nem hazai nemzetiségűnek (6,3% nem nyilatkozott; a kettős identitások miatt a végösszeg nagyobb lehet 100%-nál). Vallásuk szerint 55,4% volt római katolikus, 2,9% református, 0,2% evangélikus, 0,2% görög katolikus, 0,2% egyéb keresztény, 1,8% egyéb katolikus, 8,5% felekezeten kívüli (30,6% nem válaszolt).

## Nevezetességei
- Katolikus templom (épült 1764-ben barokk stílusban; főoltárképe Bernhardt Krause alkotása);
- Szent Vendel-szobor (a községben pusztító 1912-es tűzvész emlékére állíttatták);
- Eperjes tanösvény;
- Villax Ferdinánd szobra;
- Kuntich Etelka-emlékmű (Raffay Béla alkotása);
- Az I. és II. világháborúban elesettek és polgári áldozatok emlékműve (a templomkertben);
- Az 1945. március 23-i mészárlás 32 vértanújának síremlékei a temető déli-délnyugati részén;[20]
- XII. századi templomrom Alsópere határában;
- Alsóperei arborétum, turisztikai és kulturális központ.
- A településen található Csengő-zsomboly fokozottan védett barlang.
- Köveskút-forrás, ennek környékén terült el a középkori Olaszfalu.
- Hidegkút-forrás.
- Boszorkány-forrás, az eplényi sípálya közelében.
- Kövesi Tájház (az óvodával elöl határos)
- Egykori kálvária, ma közkedvelt szánkózóhely
- Muflon-barlang (a Malom-völgyben)
- Csengő-Bongó Tanösvény
- Apátsági major (itt vitték végbe az 1945. március 23-i mészárlást)
- Orsóscsiga-zsomboly
- Szent Imre ökumenikus kápolna (Alsópere)

## Közélet

### Intézmények
- Körjegyzői Hivatal – cím: Olaszfalu, Váci Mihály u. 17.

A hivatalban heti három nap (hétfőn, szerdán és csütörtökön) van ügyfélfogadás.
- Kuntich Etelka Napköziotthonos Óvoda – cím: Olaszfalu, Váci Mihály köz 2.

A községben 1959 óta működik óvoda, az intézmény jelenlegi, 50 férőhelyes (két csoportos) épülete 1961-ben épült, óvodai célokra ideális, a forgalomtól elzárt területen. Az épülethez közel 450 m2 alapterületű udvari játszótér, és hozzávetőleg ugyanekkora kert és gyümölcsös is tartozik. Az óvoda 2004-ben vette fel az első olaszfalui óvónő, Kuntich Etelka nevét, ugyanekkor avatták fel az óvodaalapító bronz emlékművét is. 2009. augusztus 1-től a Zirc és Környéke Közoktatási Óvodatársulás tagintézménye.
- Villax Ferdinánd Általános Iskola – cím: Olaszfalu, Váci Mihály u. 17.

Az első olyan adat, amely tanúsítja a településen iskola létezését, 1715-ből származik, írásos emlékek tanúsága szerint rektort szerződtettek az intézménybe ebben az évben. 1837-ben Villax Ferdinánd zirci apát új iskolát alapított Olaszfaluban, amely abban az időben messze a környéken egyedülállónak számított. Az 1990-es években épp ezért róla nevezték el az intézményt, 2000. szeptember 30-án pedig szobrot is emeltek a tiszteletére, az iskola előtti parkban. Maga az iskola két épületben, összesen hét tanteremben (ebből három szaktanterem) működik; 2001-től kihelyezett zeneiskola is működik itt, 2004 őszétől pedig alapfokú művészeti képzés is zajlik három tanszakon (néptánc, színjátszás és kézműves foglalkozásokkal). 2009. augusztus 1-től a Zirc és Környéke Közoktatási Iskolatársulás tagintézménye.
- Könyvtár – cím: Olaszfalu, Váci Mihály u. 17.

A két iskolai épület egyikében működik, látogatói – a mozgókönyvtári megállapodás értelmében – a zirci városi könyvtár állományából is válogathatnak, könyvtárközi kölcsönzés révén. A két nyitvatartási napon (kedden és pénteken délután) a könyvtár ingyenes internet-hozzáférést is biztosít az olvasóknak.

### Sportegyesületek

#### Olaszfalui SportKlub
Az 1960-ban alapított Olaszfalui Sport Klub jelenleg labdarúgó szakosztályként működik. A 2007/08-as idényben 2 csapat indult a bajnokságban, a IV.A (felnőtt) és a IV.B (ifi). A 2006/07-es idényben a csapat megnyerte a bajnokságot. A labdarúgópályát 2007 tavaszán felújították.

### Egyéb civil szervezetek
- Barátság Nyugdíjas Klub – 1998 óta működik, a tagság hetente tart találkozókat, gyakran kirándulnak és saját énekkaruk is van.
- Első Baráti Kör
- Gazdakör – 1995 óta működik, a helyi mezőgazdasági termelőket segítő szervezetként. A tagság tervei közt szerepel egy Erdőbirtokos Egyesület létrehozása is.
- Köveskút Hagyományőrző Egyesület
- Önkéntes Tűzoltóság
- Szivárvány Kamarakórus – 1998. decemberében alakult Gelesz Imréné karnagy irányításával, rendszeresen részt vesz a községi rendezvényeken.
- Őszi-kék Tánccsoport
- Vöröskereszt
- Együtt Olaszfaluért Egyesület
- Hegyek Kapuja Ifjúsági Egyesület
- MEO Egyesület (Mozogj az Egészségedért Olaszfalu)
- Kertbarátok Köre
- Olaszfalui Nyugdíjas Vegyeskórus

## Testvérközségek
- Kökös (Székelyföld)

## Ismert emberek, akik a településen éltek
- Kuntich Etelka, „Tarsitia” nővér (Zombor, 1911. március 13.–Verőce, 2009. április 26.) – Olaszfalu első óvónője, a helyi óvoda megteremtője és 2004 óta névadója, aki a második világháború idején élete kockáztatásával mentett meg üldözött zsidó személyeket; e tettéért 1998-ban megkapta a Yad Vashem – Világ Igaza kitüntetést, 2000-ben pedig Olaszfalu díszpolgára lett.[21][22]
- Villax Ferdinánd (Pápa, 1784. május 14. – Zirc, 1857. szeptember 13.) – olaszfalui plébános, később zirci apát, a községi általános iskola alapítója (1837), és jelenlegi névadója.

## Olaszfalu kitüntetettjei

### Díszpolgárok
- Dobos Ferencné
- Krasznay József, Kerény atya
- Kuntich Etelka
- Magyar Istvánné
- Sánta Gyula (Kökös község polgármestere)
- Vész János

### Pro Urbe díjasok
- Gelesz Imréné

### Az „Olaszfalu Községért” kitüntetés birtokosai
- Burján István
- Dobos Ferencné
- Gelesz Imre
- Tóth József

## Galéria

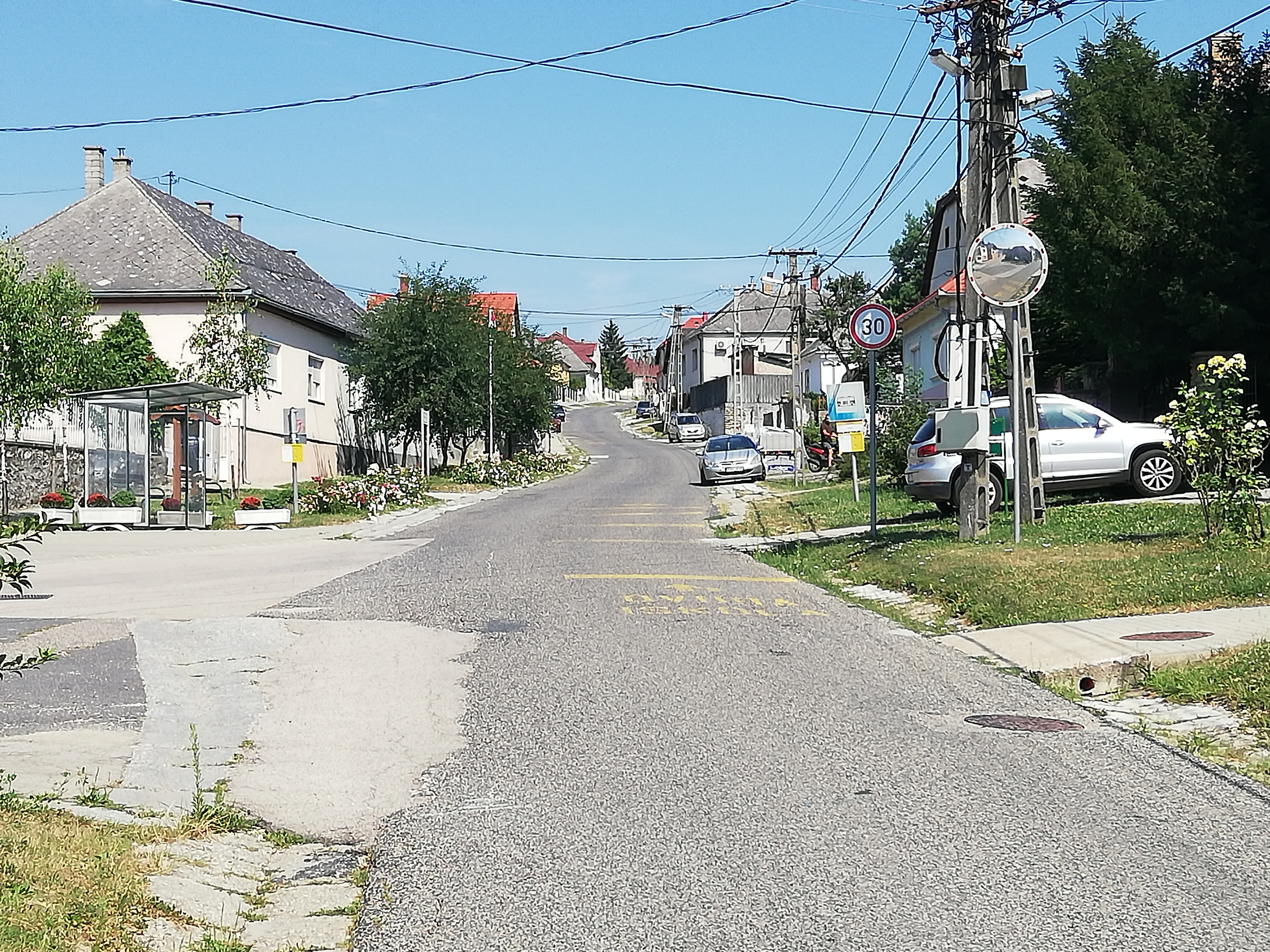
Utcakép Olaszfalu központjában
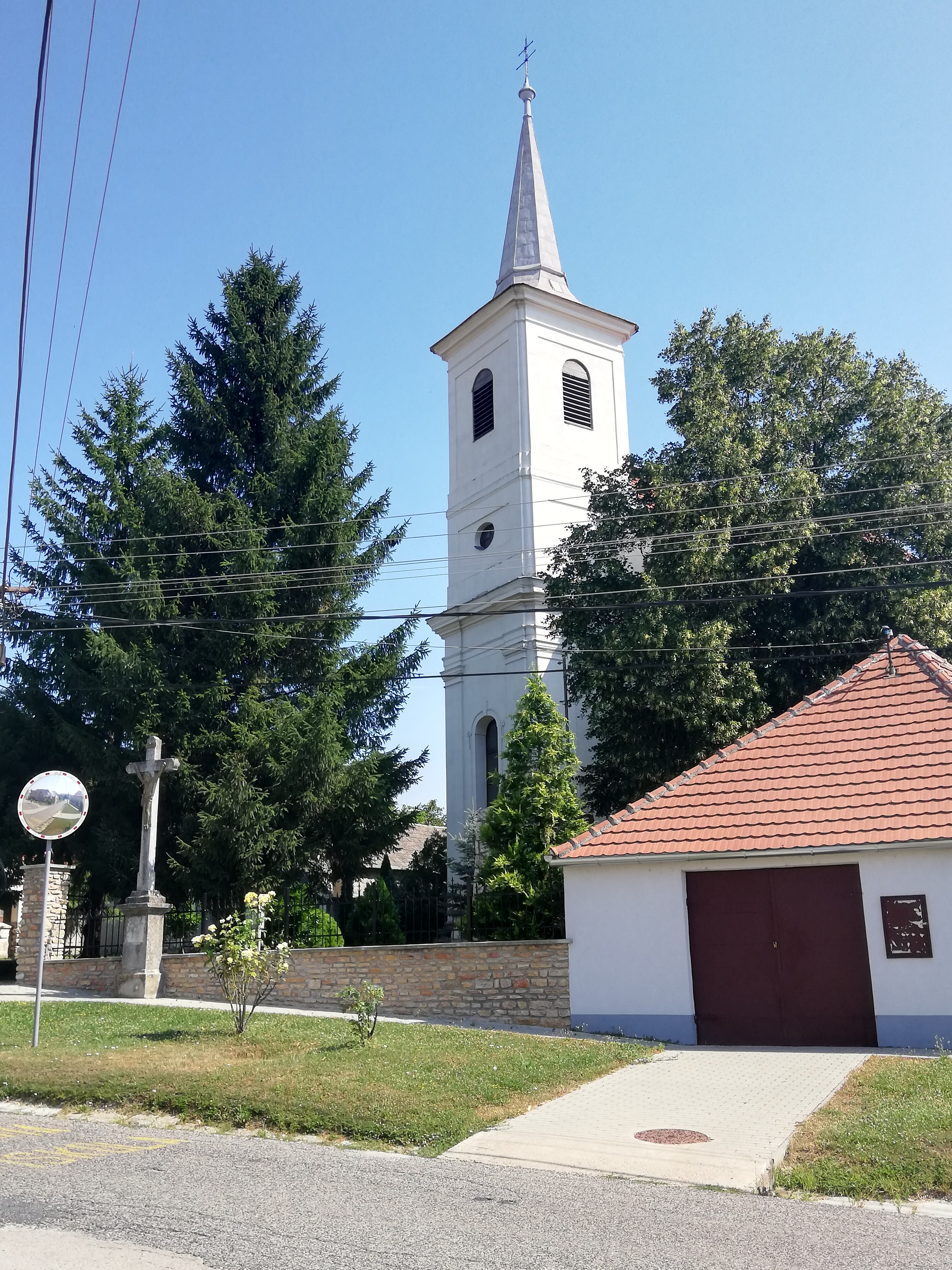
Olaszfalu temploma
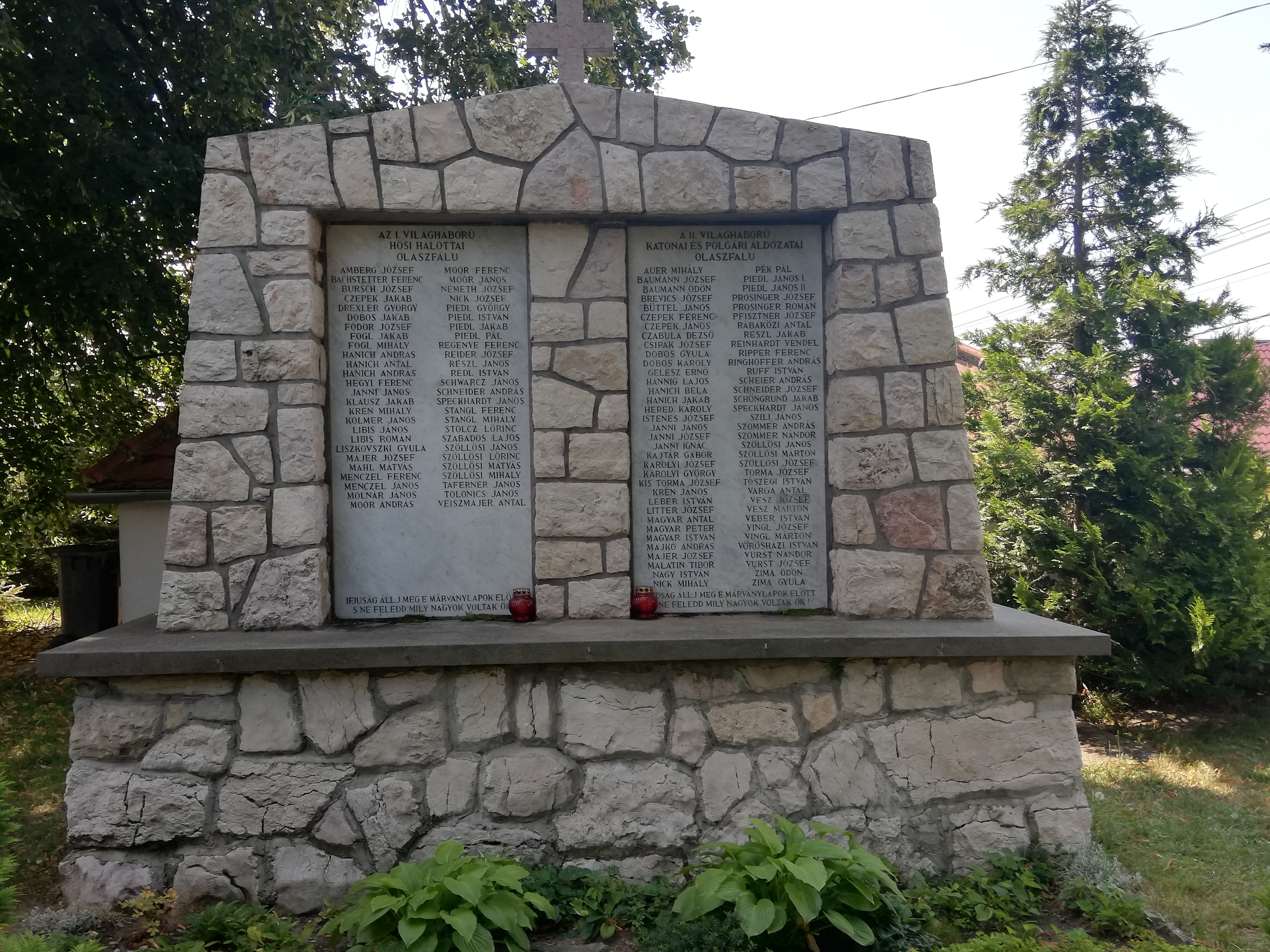
Az olaszfalui hősi halottak és polgári áldozatok közös emlékműve
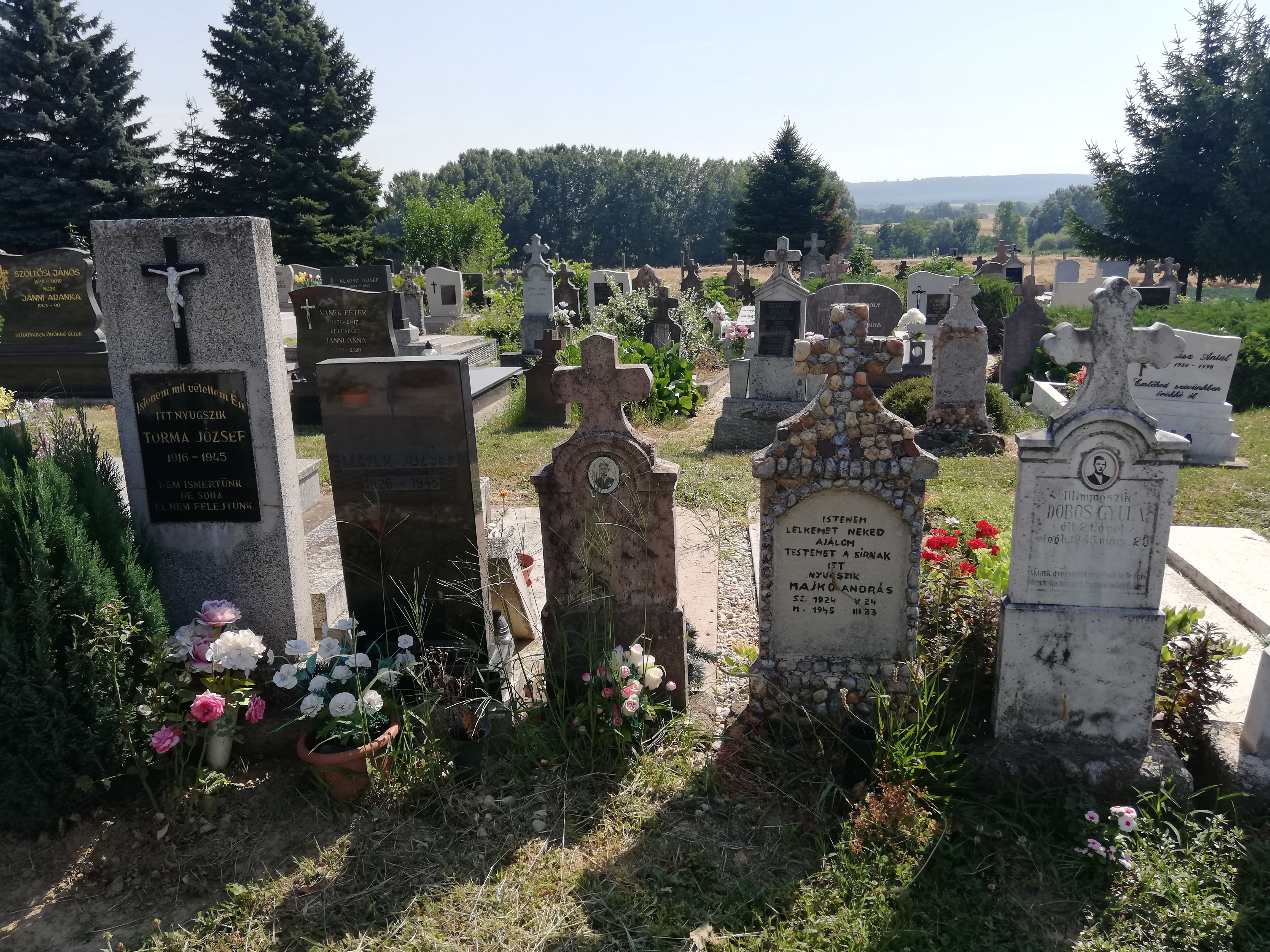
Az Olaszfalun 1945-ben kivégzett polgári lakosok közül öt fiatal síremléke
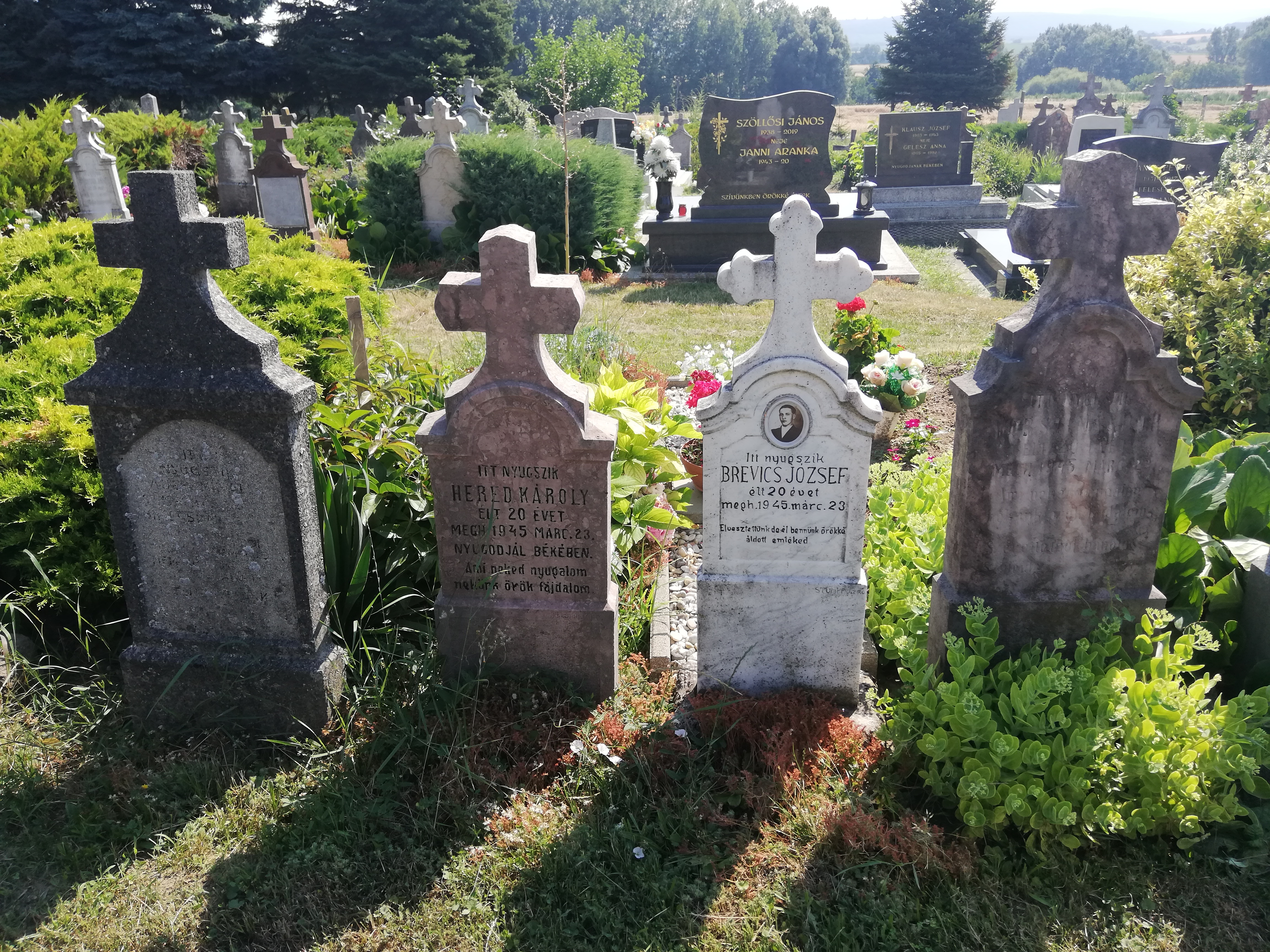
Az 1945. március 23-án kivégzett polgári lakosok közül négy síremléke
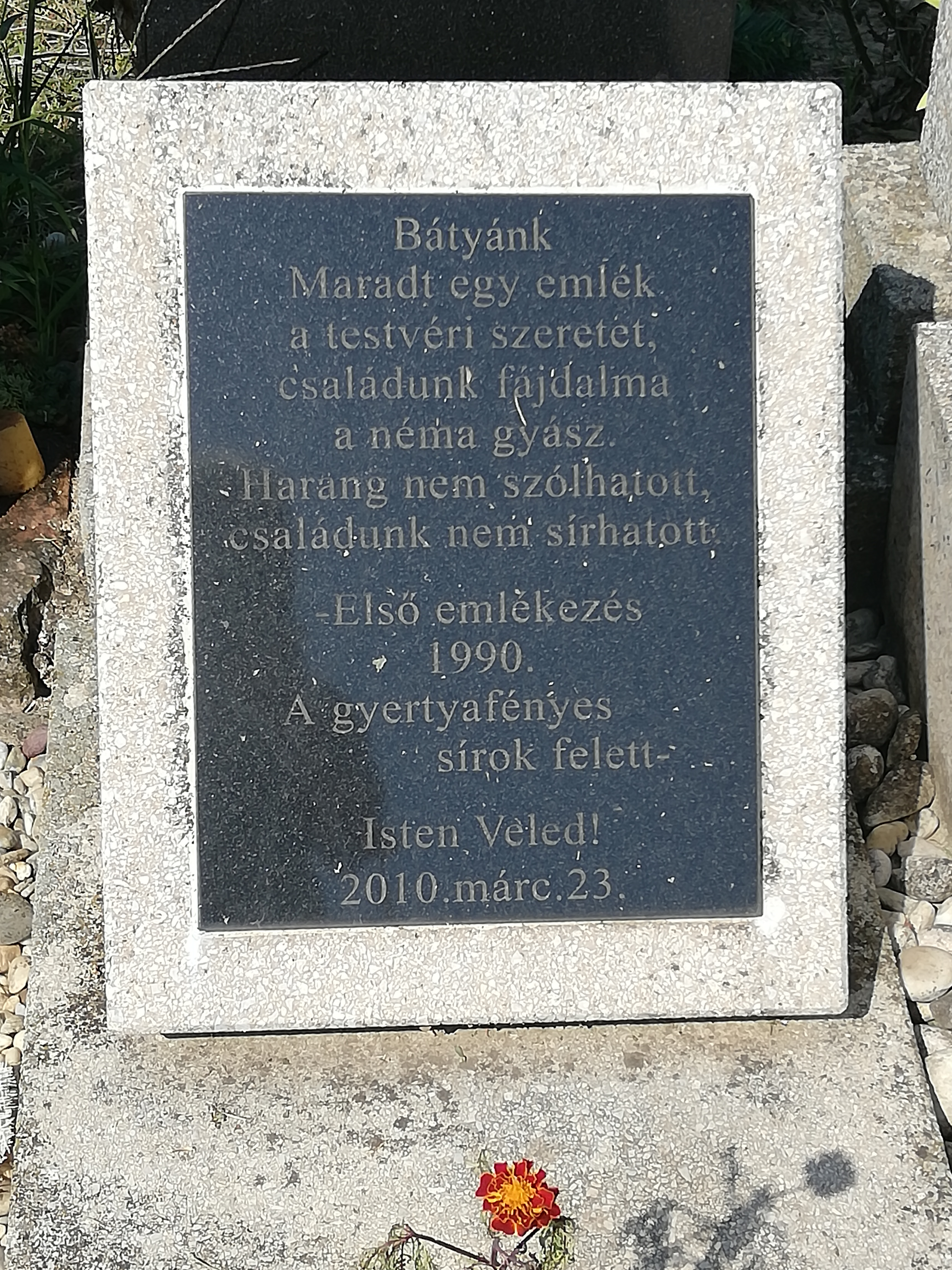
1990-ig (meg)emlékezni sem volt szabad
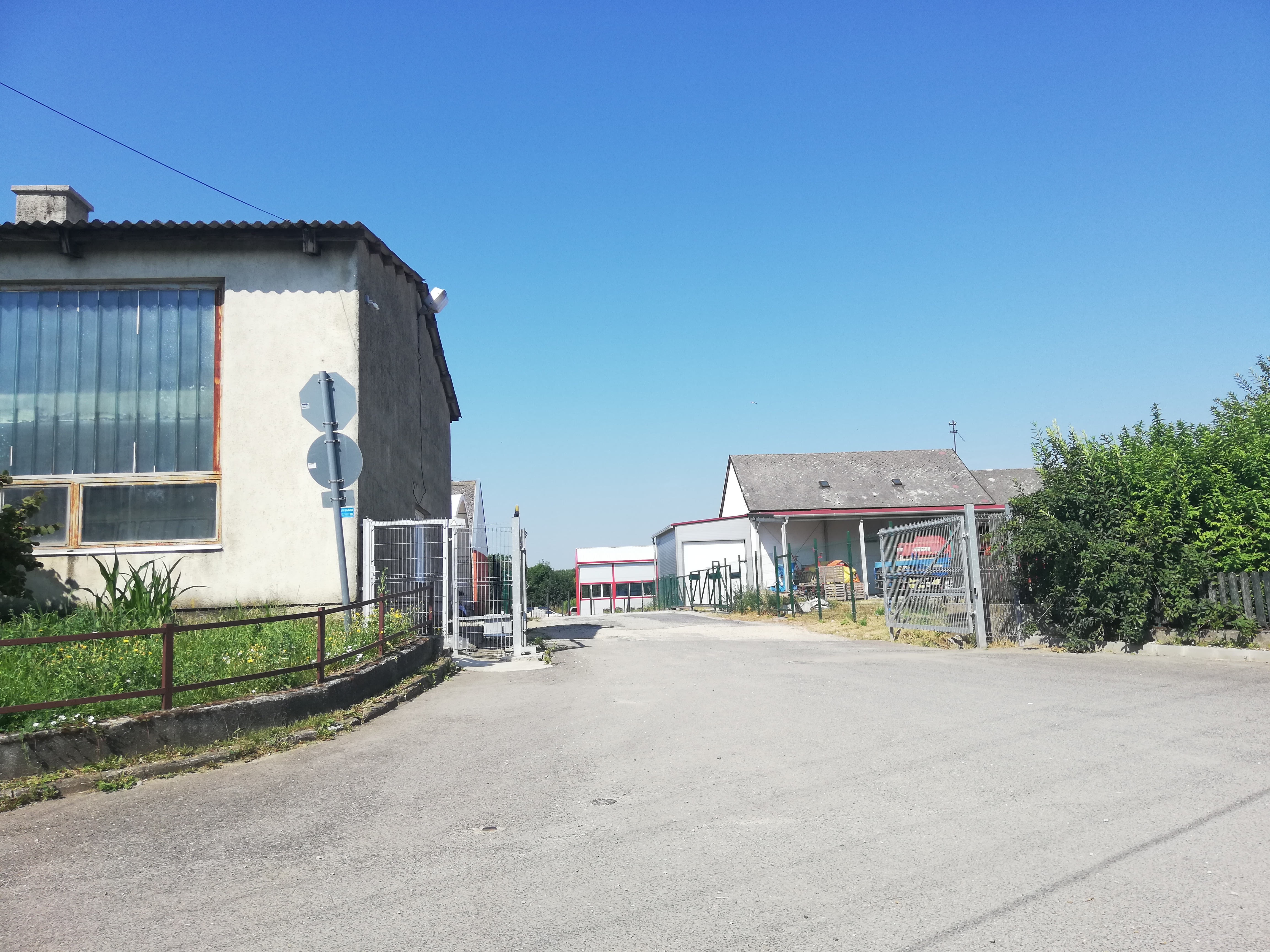
A volt apátsági major bejárata 2024-ben, itt zajlottak az 1945 nagypénteki kivégzések
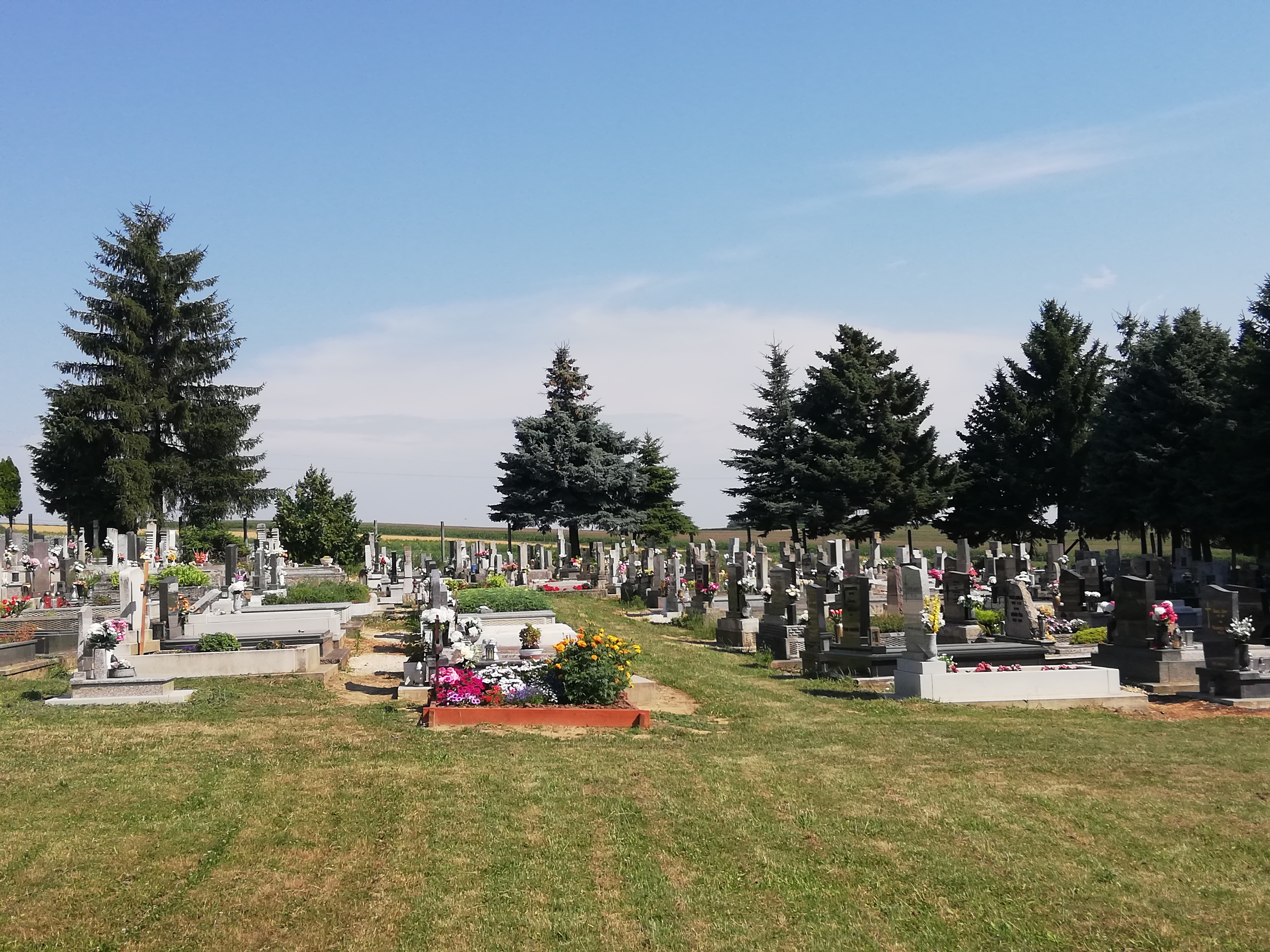
Olaszfalui temetőrészlet